# In stasi perpetua
In stasi perpetua è il quarto album del gruppo musicale rock italiano The Bastard Sons of Dioniso, prodotto da Gaudi e pubblicato nel 2009 da Sony Music.

## Il disco
L'album, definito dalla band come "il riassunto di sei anni di rock alpestre con retrogusto di cantina", contiene un arrangiamento di "Io non compro più speranza", celebre frottola del compositore rinascimentale Marchetto Cara.
Il primo singolo estratto dall'album è Mi par che per adesso, il secondo è Senza colore.
In realtà il brano Ease My Pain dura 3:05. In questa traccia, esattamente al minuto 5:45, inizia una traccia fantasma: si sentono delle voci di alcune persone che giocano alla Morra.

## Tracce
1. Se t'annoi – 4:02
2. Mi par che per adesso – 3:07
3. Nothing to talk about – 4:00
4. Una canzone probabilmente inutile – 3:30
5. Io non compro più speranza – 3:41 (Marchetto Cara)
6. War is over (Children of the grapes) – 3:30
7. Senza colore – 3:55
8. Dal risveglio in poi – 4:30
9. Versa la mia testa – 3:25
10. Typical Piné night – 4:27
11. Ease my pain – 11:25

## Formazione
- Jacopo Broseghini - voce, basso
- Michele Vicentini - voce, chitarra
- Federico Sassudelli - voce, batteria